# То: Добро дошли у Дери
То: Добро дошли у Дери (енгл. It: Welcome to Derry) америчка је хорор телевизијска серија. Темељи се на роману То аутора Стивена Кинга. Преднаставак је филмова То (2017) и То: Друго поглавље (2019). Бил Скарсгорд ће поновити своју улогу Пенивајза.
Серију ће крајем 2025. године емитовати HBO. Прва сезона се састоји од девет епизода.